# Naeshi
Naeshi é um filme de drama sul-coreano de 1986 dirigido e escrito por Lee Doo-yong. Foi selecionado como representante da Coreia do Sul à edição do Oscar 1987, organizada pela Academia de Artes e Ciências Cinematográficas.

## Elenco
- Ahn Sung-ki
- Lee Mi-Sook
- Namkoong Won
- Kim Jin-a
- Kil Yong-woo
- Do Kum-bong